# Teucrium dunense
Teucrium dunense é uma espécie de planta com flor pertencente à família Lamiaceae. 
A autoridade científica da espécie é Sennen, tendo sido publicada em Exsicc. (Pl. Esp.) 5378. 1925.

## Portugal
Trata-se de uma espécie presente no território português, nomeadamente em Portugal Continental.
Em termos de naturalidade é nativa da região atrás indicada.

## Protecção
Não se encontra protegida por legislação portuguesa ou da Comunidade Europeia.